# Gavião (piłkarz)
Carlos Alberto Rodrigues Gavião (ur. 2 lutego 1980) – brazylijski piłkarz występujący na pozycji pomocnika.

## Kariera piłkarska
Od 1998 do 2011 roku występował w Grêmio, Júbilo Iwata, Santos FC, Esportivo, Duque de Caxias, Universidade, Pelotas, Vila Nova i Criciúma.